# Tàngara de clatell verd
La tàngara de clatell verd (Tangara fucosa) és un ocell de la família dels tràupids (Thraupidae).

## Hàbitat i distribució
Habita la selva pluvial de les muntanyes de l'est de Panamà.